# Move On Up a Little Higher
"Move On Up a Little Higher" é uma canção gospel escrita por W. Herbert Brewster, gravada pela primeira vez pelo irmão John Sellers no final de 1946, mas gravada mais famosa em 12 de setembro de 1947, pela cantora gospel Mahalia Jackson, uma versão que vendeu oito milhões de cópias e é a música gospel mais vendida de todos os tempos. A música foi homenageada com o prêmio Grammy Hall of Fame em (1998). Em 2005, a Biblioteca do Congresso homenageou a canção adicionando-a ao Registro Nacional de Gravações. Também foi incluída na lista de Canções do Século, pela Recording Industry of America e pelo National Endowment for the Arts, e está no Rock and Roll Hall of Fame como uma das 500 canções que moldaram o rock.

## Fundo
O compositor reverendo William Herbert Brewster (1897-1987) compôs "Moved On Up a Little Higher", através da imagem de um "cristão subindo a escada para o céu", a canção incentiva a mobilidade ascendente dos negros, refletindo assim os sentimentos afro-modernistas do pós-guerra:"
"A luta pelos direitos aqui em Memphis foi muito difícil para a igreja negra... e eu escrevi aquela música" Move Up a Little Higher "... Teremos que avançar no campo da educação. Mover-nos para as profissões e Entre na política. Entre em qualquer coisa que qualquer outra raça precise para sobreviver. Essa foi uma ideia e inspiração de protesto. Eu estava tentando inspirar os negros a subirem mais alto. Não fique satisfeito com o medíocre... Antes do as lutas pela liberdade começaram, antes dos dias de Martin Luther King, tive que liderar muitas reuniões de protesto. Para transmitir minha mensagem, havia coisas que eram quase perigosas de dizer, mas você poderia cantá-las.
"Move on Up" foi escrita para um dos concursos religiosos ou peças de paixão de Brewster. Brewster's afirmou que toda a peça - letra, melodia e harmonia - veio até ele de uma só vez, e logo depois ele ensinou a música para Queen C. Anderson, seu principal solista vocal. Foi Mahalia Jackson quem, segundo Brewster, "sabia o que fazer com isso. Ela poderia lançar o verso lá fora". O produtor Art Freeman insistiu que Jackson gravasse "Move on Up a Little Higher"; lançado em dezembro de 1947, o single se tornou o disco gospel mais vendido de todos os tempos, vendendo em quantidades tão grandes que as lojas não conseguiam atender à demanda. Brewster era pastor da Igreja Batista da East Trigg Avenue, uma das igrejas onde o jovem Elvis Presley estudou os movimentos extáticos de seus heróis gospel.

## Sessões de gravação

### Primeira sessão
"Move on Up a Little Higher", 12 de setembro de 1947, cidade de Nova York, Apollo: Mahalia Jackson (vocal), Mildred Falls (piano) e Herbert James Francis (órgão).

### Re-gravação
"I Will Move on Up a Little Higher", Cidade de Nova York, 23 de novembro de 1954, Columbia, (Rev. William Herbert Brewster/Arranjador Mahalia Jackson): The Falls-Jones Ensemble, com Mildred Falls (piano), Ralph Jones (órgão), Jack Lasberg (guitarra), Frank Carroll (baixo), Bunny Shawker (bateria) e Mahalia Jackson (vocal). Do álbum The World's Greatest Gospel Singer, Columbia CL 644; Lançado originalmente em 14 de março de 1955.

## Versões covers notáveis
- Marian Anderson
- Albertina Walker (1972)
- Marie Knight (1975)